# Taciturn-Klasse
Die Taciturn-Klasse war die dritte Baugruppe der britischen T-Klasse. Die 31 U-Boote wurden zwischen 1941 und 1946 gebaut und von der Royal Navy sowie der niederländischen Marine im Zweiten Weltkrieg und danach eingesetzt. Nach dem Krieg wurden mehrere Boote von der australischen und der israelischen Marine genutzt. Das letzte Boot der Klasse wurde 1975 in Israel stillgelegt.

## Baugeschichte und konstruktive Merkmale
siehe auch: Baugeschichte der T-Klasse und konstruktive Merkmale der T-Klasse
Der Bau des dritten Bauloses der T-Klasse begann 1941. Die Neubauten wurden gegenüber ihren Vorgängern leistungsgesteigert und modernisiert. Die U-Boote besaßen eine erhöhte Seeausdauer und durch die Nutzung eines Teiles der Tauchzellen als zusätzliche Treibölbunker auch eine wesentlich erhöhte Reichweite. Im Gegensatz zu den älteren Baulosen waren die Boote der Taciturn-Klasse serienmäßig mit Radargeräten ausgestattet. Auch die Torpedobewaffnung wurde überarbeitet. Die beiden mittleren externen Torpedorohre wurden hinter den Kommandoturm verlegt und nach achtern ausgerichtet, um dem Bootskörper eine strömungsgünstigere Form zu geben. Außerdem wurde im Heck ein zusätzliches externes Torpedorohr eingebaut.
Die wichtigste Modernisierung in der Fertigung war mit der Tiptoe die Einführung eines vollgeschweißten Druckkörpers, wodurch eine bessere Druckfestigkeit der Hülle und eine effizientere Produktion gegenüber der bisher genutzten Niettechnik erreicht wurde. Einige grundsätzliche Probleme der Vorgängerversionen wurden aber nicht beseitigt. Die Boote besaßen weiterhin den strömungsungünstigen Bugwulst, den schweren bronzenen Turm und eine unzureichende Sehrohrtiefe.
Nach dem Krieg wurden viele Boote ähnlich dem US-amerikanischen „Greater Underwater Propulsion Power Program“ modernisiert. Nach dem Vorbild der deutschen Typ-XXI-Boote wurde die Batteriekapazität und die elektrische Antriebsleistung extrem erhöht. Die Form des Bootskörpers und des Turmes wurden komplett überarbeitet und stromlinienförmiger gestaltet. Um die vergrößerten Batterien aufnehmen zu können, wurde der Druckkörper verlängert. Alle verzichtbaren Decksaufbauten wie das Deckgeschütz und die Flak wurden demontiert. Die Umbauten führten zu einer gesteigerten Unterwassergeschwindigkeit. Eine weitere Neuerung war der Einsatz eines Schnorchels, wodurch die Dieselmaschinen auch unter Wasser genutzt werden konnten. Ursprünglich wurde eine Kopie des deutschen Faltschnorchels eingesetzt. Nachdem 1951 ein ebenfalls modernisiertes A-Klasse-Boot durch Bruch dieses Schnorcheltypes verloren gegangen war, wurde der von der US-Navy entwickelte Teleskopschnorchel eingeführt.

### Vergleich mit älteren Baulosen
siehe auch: Technische Daten der Baugruppen der T-Klasse im Vergleich
|                                      | Tempest-Klasse | Taciturn-Klasse |
| ------------------------------------ | -------------- | --------------- |
| Besatzung:                           | 61 Mann        | 63 Mann         |
| Länge über alles:                    | 83,36 m        | 83,30 m         |
| Tiefgang:                            | 3,60 m         | 4,80 m          |
| Fahrbereich (aufgetaucht bei 10 kn): | 8000 sm        | 11000 sm        |
| Brennstoffvorrat:                    | 130 tn.l.      | 230 tn.l.       |
| Tauchtiefe:                          | 90 m           | 90 bis 110 m    |
| Torpedorohre:                        | 10             | 11              |
| Torpedos:                            | 16             | 17              |

### Bauwerften
siehe auch: Bauwerften der T-Klasse
Die U-Boote wurden auf fünf verschiedenen Werften in England und Schottland gebaut.
| Bauwerft                                                             | Einheiten |
| -------------------------------------------------------------------- | --------- |
| Chatham Dockyard (Marinewerft Chatham) in Chatham (England)          | 4         |
| Devonport Dockyard (Marinewerft Devonport) in Plymouth (England)     | 4         |
| Portsmouth Dockyard (Marinewerft Portsmouth) in Portsmouth (England) | 2         |
| Scotts Shipbuilding and Engineering Company in Greenock (Schottland) | 1         |
| Vickers-Armstrongs in Barrow-in-Furness (England)                    | 20        |
|                                                                      | 31        |

### Einheiten
siehe auch: Aktive Einheiten der T-Klasse
Die ersten 11 Einheiten wurden 1941 auf Kiel gelegt. Die Anstrengungen der britischen Kriegswirtschaft zeigten Erfolg, so dass mit der P311 das erste U-Boot des neuen Bauloses schon im August 1942 in Dienst gestellt wurde. Im Laufe des Jahres wurden vier weitere Einheiten der Marine zugeführt. Im Folgejahr gab es sieben weitere Zuläufe, aber auch den ersten Verlust. 1944 gab es keine Verluste, aber 10 weitere Indienststellungen. Im letzten Kriegsjahr kam es zu einem Verlust und sieben Zugängen. Die letzten drei Einheiten wurden 1946 in Dienst gestellt. 1950 wurden die ersten Einheiten verschrottet. In den 1960er-Jahren wurden fast alle U-Boote der Klasse abgewrackt. Die letzte britische Einheit wurde 1969 außer Dienst gestellt. Die weltweit letzte aktive Einheit der Klasse war die 1975 in Israel stillgelegte Dolphin (ex Truncheon). Die Übersicht stellt lediglich das Verhältnis zwischen Abgängen durch Unfall oder Feindeinwirkung und den Zugängen durch Neubauten dar. Werftaufenthalte zur Überholung oder Modernisierung werden nicht betrachtet. Demzufolge war die Anzahl der real einsatzfähigen U-Booten geringer. Außerdem ist bei den Nachkriegseinheiten zumeist nur das Datum der Verschrottung bekannt.
| ▪ | 1. Januar    | 1939: | 0 |  | ▪ | 8. November | 1942: | 3  |  | ▪ | 1. Januar | 1947: | 29 |
| ▪ | 1. Juli      | 1939: | 0 |  | ▪ | 1. Januar   | 1943: | 5  |  | ▪ | 1. Januar | 1952: | 26 |
| ▪ | 1. September | 1939: | 0 |  | ▪ | 1. Juli     | 1943: | 8  |  | ▪ | 1. Januar | 1955: | 25 |
| ▪ | 1. Januar    | 1940: | 0 |  | ▪ | 10. Juli    | 1943: | 8  |  | ▪ | 1. Januar | 1957: | 24 |
| ▪ | 9. April     | 1940: | 0 |  | ▪ | 1. Januar   | 1944: | 11 |  | ▪ | 1. Januar | 1961: | 22 |
| ▪ | 1. Juli      | 1940: | 0 |  | ▪ | 6. Juni     | 1944: | 16 |  | ▪ | 1. Januar | 1962: | 21 |
| ▪ | 1. Januar    | 1941: | 0 |  | ▪ | 1. Juli     | 1944: | 17 |  | ▪ | 1. Januar | 1963: | 18 |
| ▪ | 22. Juni     | 1941: | 0 |  | ▪ | 1. Januar   | 1945: | 21 |  | ▪ | 1. Januar | 1964: | 15 |
| ▪ | 1. Juli      | 1941: | 0 |  | ▪ | 8. Mai      | 1945: | 24 |  | ▪ | 1. Januar | 1967: | 11 |
| ▪ | 7. Dezember  | 1941: | 0 |  | ▪ | 1. Juli     | 1945: | 24 |  |   |           |       |    |
| ▪ | 1. Januar    | 1942: | 0 |  | ▪ | 15. August  | 1945: | 25 |  |   |           |       |    |
| ▪ | 1. Juli      | 1942: | 0 |  | ▪ | 1. Januar   | 1946: | 27 |  |   |           |       |    |

## Einsatzgeschichte
siehe auch: Einsatzgeschichte der T-Klasse und detaillierte Geschichte der T-Klasse
Die ersten Einheiten der Klasse wurden 1942 der Marine zugeführt. Die U-Boote wurden sowohl in der Nordsee, dem Mittelmeer als auch im Pazifikkrieg erfolgreich eingesetzt.
1943 waren Boote der Klasse an zwei Spezialoperationen der Royal Navy beteiligt. Im Januar sollte die P311 im Rahmen der Operation Principle gemeinsam mit den älteren U-Booten Trooper und Thunderbolt mehrere bemannte Torpedos vom Typ Chariot vor den Hafen von Palermo transportieren, wo der neugebaute italienische Leichte Kreuzer Ulpio Traiano vermint werden sollte. Die P311 ging beim Anmarsch verloren. Trotzdem wurde der Kreuzer von den verbliebenen Einheiten am 3. Januar versenkt. Im September schleppte die Truculent gemeinsam mit dem Tempest-Klasse-Boot Thrasher und vier S-Klasse-Booten insgesamt sechs Kleinst-U-Boote der X-Klasse vor den norwegischen Altafjord. Ziel der als Operation Source bezeichneten Aktion waren die deutschen Großkampfschiffe Tirpitz und Scharnhorst. Die Tirpitz wurde bei dem Angriff schwer beschädigt.
Ab 1944 verlagerte sich der Einsatzschwerpunkt immer mehr auf den asiatischen Kriegsschauplatz, wo die Boote aufgrund ihrer geringen Periskoptiefe in Küstennähe operierten und den japanischen Nachschublinien mit Bordartillerie, Seeminen und Torpedoangriffen schwere Verluste beibrachten. Die verbliebenen U-Boote wurden nach dem Kriegsende im aktiven Dienst behalten und modernisiert. Ab Mitte der 1950er-Jahre wurde begonnen, die Boote der Klasse außer Dienst zu nehmen. Die letzte britische Einheit war die Tiptoe, die 1969 außer Dienst gestellt wurde.

## Kampferfolge (Auswahl)
| Datum              | |
| ------------------ | --- |
| 2. März 1943       | Taurus versenkt vor Capo Ferrato (Sardinien) den französischen Frachter Clairette mit dem Deckgeschütz. |
| 6. März 1943       | Taurus torpediert und versenkt vor Marseille den spanischen Frachter Bartolo (3120 BRT). |
| 10. März 1943      | Taurus torpediert vor Sète den italienischen Frachter Derna (1769 BRT) und versenkt ihn mit dem Deckgeschütz. |
| 5. Mai 1943        | Tactician versenkt 10 Seemeilen westlich von Grosseto bei 42° 34′ N, 10° 45′ O das italienische Hilfspatrouillenboot V17 / Pia (385 BRT) mit Bordartillerie. |
| 4. Juni 1943       | Truculent torpediert und versenkt nordöstlich der Färöer bei 64° 28′ N, 3° 9′ W das deutsche U-Boot U 308. |
| 11. Juni 1943      | Taurus versenkt vor Tilos sieben griechische Segelschiffe mit dem Deckgeschütz und ein weiteres durch Rammen. |
| 12. Juni 1943      | Tactician versenkt 5 Seemeilen nordöstlich von Bari das italienische Segelschiff Bice (1459 BRT) mit dem Deckgeschütz. |
| 14. Juni 1943      | Tactician torpediert und beschädigt vor der albanischen Küste den italienischen Frachter Rosandra (8035 BRT). Das Schiff sinkt am Folgetag. |
| 13. Juli 1943      | Trespasser versenkt 25 Seemeilen südlich von Bastia (Korsika) das italienische Hilfspatrouillenboot V8 / Filippo (242 BRT) mit dem Deckgeschütz. |
| 23. September 1943 | Das deutsche Schlachtschiff Tirpitz wird im norwegischen Altafjord von Kleinst-U-Booten schwer beschädigt und ist bis März 1944 nicht mehr fahrbereit. |
| 10. November 1943  | Tally-Ho torpediert und versenkt in der nördlichen Malakkastraße bei 6° 12′ N, 99° 25′ O den japanischen Transporter Kisogawa Maru (1914 BRT). |
| 13. November 1943  | Taurus torpediert und versenkt südlich von Penang (Malaya) bei 5° 17′ N, 100° 5′ O das japanische U-Boot I-34. |
| 11. Januar 1944    | Tally-Ho torpediert und versenkt 10 Seemeilen nordwestlich von Penang bei 5° 26′ N, 99° 52′ O den japanischen Leichten Kreuzer Kuma |
| 15. Januar 1944    | Tally-Ho torpediert und versenkt südlich von Port Blair (Andamanen) bei 10° 3′ N, 93° 5′ O den japanischen Militärtransporter Ryuko Maru (2963 BRT). |
| 27. Januar 1944    | Templar beschädigt in der Malakkastraße bei 4° 54′ N, 98° 28′ O den japanischen Leichten Kreuzer Kitakami mit zwei Torpedos. |
| 14. Februar 1944   | Tally-Ho torpediert und versenkt in der Malakkastraße südlich von Penang bei 4° 27′ N, 100° 11′ O das deutsche U-Boot UIT 23 (ex italienisch: Reginaldo Giuliani). Es gibt 26 Tote und 14 Überlebende. |
| 18. Februar 1944   | Trespasser torpediert und beschädigt vor Birma bei 7° 55′ N, 93° 3′ O das japanische Hilfs-Kanonenboot Eifuku Maru (3520 BRT) mit dem Deckgeschütz. |
| 21. Februar 1944   | Tally-Ho torpediert und versenkt in der Malakkastraße bei 4° 0′ N, 101° 0′ O den japanischen Militärtransporter Daigen Maru No. 6 (510 BRT). |
| 24. März 1944      | Terrapin greift vor Egersund (Norwegen) einen deutschen Geleitzug an und beschädigt das Katapultschiff Schwabenland (8186 BRT) und den Tanker Wörth (6256 BRT) mit Torpedos. Die Schwabenland wird auf Grund gesetzt, die Wörth abgeschleppt.                                                                      |
| 28. März 1944      | Truculent torpediert und versenkt in der Malakkastraße bei 3° 38′ N, 100° 50′ O den japanischen Militärtransporter Yasushima Maru (1910 BRT). |
| 22. April 1944     | Taurus versenkt vor der Küste Malayas bei 7° 10′ N, 99° 20′ O das japanische Bergungsschiff Hokuan I-Go (558 BRT) und einen Schlepper mit dem Deckgeschütz. |
| 3. Mai 1944        | Tantalus torpediert und versenkt 40 Seemeilen südlich von Port Blair bei 11° 0′ N, 92° 0′ O den japanischen Militärtransporter Amagi Maru (3165 BRT). |
| 12. Mai 1944       | Der japanische Transporter Kasumi Maru (971 BRT) läuft in der Malakkastraße bei 3° 50′ N, 99° 30′ O auf eine von der Taurus verlegte Seemine und sinkt. |
| 29. Mai 1944       | Templar torpediert und versenkt in der Malakkastraße den japanischen Frachter Tyokai Maru (2658 BRT). |
| 10. Juni 1944      | Tantalus versenkt in der Malakkastraße bei 3° 5′ N, 99° 56′ O den japanischen Militärtransporter Hiyoshi Maru (ex Niederländisch: Mandar, 536 BRT) mit dem Deckgeschütz. |
| 26. Juni 1944      | Truculent torpediert und versenkt ca. 60 Seemeilen südöstlich von Medan (Sumatra) bei 3° 15′ N, 99° 46′ O den japanischen Frachter Harugiku Maru (3040 BRT). |
| 17. Juli 1944      | Tantalus greift in der Malakkastraße das japanische U-Boot I-166 erfolglos mit Torpedos an. Das japanische U-Boot wird am selben Tag von der Telemachus torpediert und versenkt. |
| 5. August 1944     | Terrapin beschießt japanische Stellungen bei Gunungsitoli (Nias, Niederländisch Ostindien). Am selben Tag wird ein Küstenmotorschiff versenkt und ein weiteres beschädigt. |
| 18. August 1944    | Zwaardvisch versenkt in der Malakkastraße bei 4° 0′ N, 99° 32′ O das Segelschiff Kim Hup Soen (48 BRT) mit Bordartillerie. |
| 5. September 1944  | Tantivy torpediert und versenkt in der Semangka-Bucht bei 5° 44′ S, 104° 58′ O den japanischen Frachter Shiretoko Maru (ex niederländisch: Siberoet, 1799 BRT). |
| 18. September 1944 | Tradewind torpediert und versenkt 18 Seemeilen südlich von Mukomuko (Sumatra) bei 2° 52′ S, 101° 12′ O den japanischen Militärtransporter Junyo Maru (5065 BRT). Das japanische „Höllenschiff“ transportiert 4.200 indonesische Zwangsarbeiter und 2.300 alliierte Kriegsgefangene. 5.620 Personen werden getötet. |
| 19. September 1944 | Trenchant rammt östlich von Sumatra zwei siamesische Segelschiffe und versenkt sie. |
| 23. September 1944 | Trenchant torpediert und versenkt in der Malakkastraße nordwestlich von Penang bei 5° 46′ N, 100° 4′ O das deutsche U-Boot U 859. |
| 6. Oktober 1944    | Zwaardvisch torpediert und versenkt in der Javasee bei 6° 20′ S, 111° 28′ O das deutsche U-Boot U 168. |
| 6. Oktober 1944    | Tally-Ho versenkt ca. 110 Seemeilen südwestlich von Penang bei 4° 20′ N, 98° 24′ O den japanischen Hilfs-U-Jäger Cha 2 (130 ts). |
| 10. Oktober 1944   | Zwaardvisch versenkt südwestlich der indonesischen Insel Bawean bei 5° 57′ S, 112° 29′ O das japanische Patrouillenboot Koei Maru (19 BRT) mit dem Deckgeschütz. |
| 15. Oktober 1944   | Zwaardvisch versenkt vor Surabaya bei 6° 30′ S, 111° 35′ O das japanische Forschungsschiff Kaiyo Maru No. 2 (143 BRT) mit dem Deckgeschütz. |
| 17. Oktober 1944   | Zwaardvisch torpediert vor Bawean bei 5° 26′ S, 113° 48′ O die japanischen Minenleger Itsukushima (1970 ts) und Wakataka (1608 ts). Itsukushima wird versenkt und Wakataka beschädigt. |
| 22. Oktober 1944   | Tantivy versenkt vor Makassar (Sulawesi, Niederländisch Ostindien) bei 5° 47′ S, 119° 42′ O den japanischen Aviso No. 137 (ca. 200 BRT) mit dem Deckgeschütz. Am selben Tag werden sechs weitere unidentifizierte kleinere Einheiten versenkt.                                                                     |
| 27. Oktober 1944   | Trenchant transportiert Chariot-Kleinst-U-Boote in den Hafen von Phuket, die den japanischen Militärtransporter Sumatra Maru (984 BRT, ex niederländisch: Tomori) versenken. |
| 2. November 1944   | Tantalus greift 225 Seemeilen östlich von Singapur bei 0° 48′ N, 107° 43′ O den japanischen Frachter Hachijin Maru (1918 BRT) und den japanischen U-Jäger Ch 1 (266 ts) mit Torpedos an. Der Frachter wird versenkt, der U-Jäger beschädigt.                                                                       |
| 2. November 1944   | Terrapin versenkt in der Malakkastraße bei 1° 30′ N, 103° 0′ O das japanische Hilfsschiff Kumano Maru (872 BRT). |
| 4. November 1944   | Terrapin torpediert und versenkt in der Malakkastraße bei 3° 44′ N, 99° 50′ O den japanischen Minensucher W-5. |
| 11. November 1944  | Tantalus versenkt vor der Ostküste Malayas das japanische Küstenmotorschiff Palang Maru (ca. 200 BRT) mit dem Deckgeschütz. |
| 20. November 1944  | Tally-Ho versenkt 30 Seemeilen östlich der Südspitze von Great Nicobar (Nikobaren) bei 6° 55′ N, 94° 15′ O den japanischen Hilfs-Minenleger Ma 4 (215 ts). |
| 21. Dezember 1944  | Trenchant versenkt vor der Ostküste Sumatras zwei japanische Landungsboote mit dem Deckgeschütz. |
| 22. Dezember 1944  | Terrapin versenkt gemeinsam mit der Trenchant bei 1° 4′ S, 104° 34′ O den japanischen Tanker Yaei Maru No. 6 (834 BRT) mit Bordartillerie. |
| 25. Dezember 1944  | Terrapin versenkt gemeinsam mit der Trenchant den japanischen Hilfsminensucher Reisui Maru (219 BRT). Die beiden U-Boote melden außerdem die Versenkung eines Fischfangfahrzeuges und dreier Küstenmotorschiffe.                                                                                                   |
| 29. Dezember 1944  | Thule versenkt zwischen dem 17. und dem 29. Dezember in der Malakkastraße 13 Dschunken, zwei Leichter und fünf Sampans mit dem Deckgeschütz. |
| 1. Januar 1945     | Der japanische Frachter Kyokko Maru (593 BRT) läuft bei den Mergui-Inseln bei 12° 26′ N, 98° 39′ O auf von der Tradewind gelegte Seeminen und sinkt. |
| 23. Januar 1945    | Der japanische Frachter Nikkaku Maru (1946 BRT) und der Tanker Hozan Maru I go (868 BRT) laufen in der Malakkastraße bei 4° 8′ N, 98° 15′ O auf von der Trenchant am 16. September 1944 gelegte Seeminen und sinken.                                                                                               |
| 30. Januar 1945    | Tantalus versenkt in der Bangkastraße (zwischen Bangka und Sumatra, Niederländisch Ostindien) bei 1° 26′ S, 105° 1′ O das japanische Fischfangfahrzeug Taisei Maru No. 12 (120 BRT) mit dem Deckgeschütz. |
| 4. März 1945       | Terrapin und Trenchant versenken gemeinsam in der Malakkastraße 85 Seemeilen südlich von Penang bei 4° 4′ N, 100° 35′ O den japanischen U-Jäger Ch 8 mit Bordartillerie. |
| 2. April 1945      | Thorough versenkt vor den Nikobaren ein japanisches Kanonenboot mit Bordartillerie. |
| 12. April 1945     | Tapir torpediert und versenkt nordwestlich von Bergen (Norwegen) bei 60° 44′ N, 4° 39′ O das deutsche U-Boot U 486. |
| 29. April 1945     | Tradewind torpediert und versenkt im Golf von Thailand bei 6° 48′ N, 101° 36′ O den japanischen Frachter Takasago Maru (1116 BRT). |
| 13. Mai 1945       | Trump versenkt in der Sapudi-Straße bei 7° 5′ S, 114° 13′ O das japanische Küstenschutzboot Shosei Maru No. 15 (43 BRT) mit dem Deckgeschütz. |
| 25. Mai 1945       | Trenchant versenkt östlich der indonesischen Insel Mandalike bei 6° 23′ S, 110° 55′ O den japanischen Hilfsminensucher Wa 105 (175 ts, ex niederländisch: Grissee). |
| 1. Juni 1945       | Tiptoe torpediert und versenkt in der Javasee vor der indonesischen Insel Matasiri bei 4° 40′ S, 115° 32′ O den japanischen Frachter Tobi Maru (982 BRT). |
| 8. Juni 1945       | Trenchant torpediert und versenkt in der nördlichen Einfahrt der Bangka-Straße bei 9° 59′ S, 104° 56′ O den japanischen Schweren Kreuzer Ashigara (13.000 ts) |
| 15. Juni 1945      | Taciturn versenkt nördlich von Surabaya einen japanischen Hulk (das gehobene niederländische U-Boot K XVIII) und den japanischen Hilfs-U-Jäger Cha 105 (130 ts) mit dem Deckgeschütz. |
| 3. August 1945     | Tiptoe torpediert und versenkt vor der Sundastraße bei 5° 7′ S, 106° 5′ O das japanische Bergungsschiff Tencho Maru (2608 BRT). |
| 9. August 1945     | Tiptoe und Trump versenken gemeinsam in der nördlichen Sundastraße einen japanischen Tanker mit Bordartillerie. |

## Verluste im Zweiten Weltkrieg
siehe auch: Verluste der T-Klasse
Im Zweiten Weltkrieg gingen zwei Einheiten durch Feindeinwirkung verloren. Ein U-Boot sank im Mittelmeer, ein weiteres wurde in Asien schwer beschädigt und nicht mehr repariert.
| Boot     | Datum          | Bemerkung |
| -------- | -------------- | --- |
| P311     | 8. Januar 1943 | P311 verließ Malta am 28. Dezember 1942. Sie transportierte ein Chariot-Kleinst-U-Boot, mit dem im Rahmen der Operation Principle italienische Kreuzer angegriffen werden sollten. Die P311 sendete am 31. Dezember bei 38° 10′ N, 11° 30′ O ihre letzte Positionsmeldung. Seitdem gab es keine weiteren Meldungen. Vermutlich lief das U-Boot am 2. Januar 1943 bei La Maddalena auf eine Seemine. Die P311 wurde am 8. Januar 1943 als vermisst erklärt. Es gab keine Überlebenden. |
| Terrapin | 19. Mai 1945   | Die Terrapin griff am 9. Mai 1945 westlich von Batavia einen japanischen Tanker an, woraufhin sie von einem Geleitfahrzeug mit Wasserbomben angegriffen wurde. Das schwer getroffene U-Boot konnte entkommen und lief nach Fremantle in Australien, wo es als konstruktiver Totalverlust abgeschrieben und nach Kriegsende verschrottet wurde. Die Terrapin war der letzte Kampfverlust eines britischen U-Bootes im Zweiten Weltkrieg.                                               |

## Einsatz in anderen Marinen
Insgesamt zehn U-Boote der Taciturn-Klasse wurden an verbündete Staaten verliehen oder verkauft.

### Niederländische Marine
| Vereinigtes Konigreich | Niederlande | |
| Talent                 | Zwaardvisch | Am 23. März 1943 an die Niederlande, 1950 in Zwaardvis umbenannt, am 11. Dezember 1962 außer Dienst gestellt, 1963 verschrottet. |
| Tarn                   | Tijgerhaai  | Am 28. März 1945 an die Niederlande, am 11. Dezember 1964 außer Dienst gestellt und 1965 zur Verschrottung verkauft.             |
| Taurus                 | Dolfijn     | Am 4. Juni 1948 an die Niederlande, am 7. Dezember 1953 zurück an die Royal Navy, 1960 verschrottet.                             |
| Tapir                  | Zeehond     | Am 18. Juni 1948 an die Niederlande, am 16. Juli 1953 zurück an die Royal Navy, 1966 verschrottet.                               |

### Israelische Marine
| Vereinigtes Konigreich | Israel            | |
| Totem                  | Dakar (דקר)       | 1965 an Israel verkauft, am 25. Januar 1968 bei der Überfahrt nach Israel mit der gesamten Besatzung gesunken.    |
| Truncheon              | Dolphin           | 1965 an Israel verkauft, 1967 in Dienst der israelischen Marine gestellt, 1975 stillgelegt und 1977 verschrottet. |
| Turpin                 | Leviathan (לויתן) | 1965 an Israel verkauft, 1967 in Dienst der israelischen Marine gestellt, 1973 als Übungsziel versenkt.           |

### Australische Marine
| Vereinigtes Konigreich | Australien |                                                                                             |
| Trump                  | Trump      | 1961 an Australien, 1968 zurück nach Großbritannien, 1971 verschrottet.                     |
| Tabard                 | Tabard     | 1962 an Australien, 1968 zurück nach Großbritannien, 1974 verschrottet.                     |
| Taciturn               | Taciturn   | 1964 in Australien überholt, danach Dienst bei der australischen Marine, 1971 verschrottet. |

## Einheiten
Zwischen 1941 und 1946 wurden auf fünf Werften 31 U-Boote des dritten Bauloses der T-Klasse gebaut und in Dienst gestellt. Auf die Fertigstellung zweier Einheiten wurde nach Kriegsende verzichtet, obwohl sie schon vom Stapel gelaufen waren. Der Bau von mindestens vier weiteren U-Booten war geplant. Im Zweiten Weltkrieg gingen lediglich zwei U-Boote der Baugruppe verloren. Das letzte britische Boot war die 1969 stillgelegte Tiptoe. Das letzte aktive U-Boot der T-Klasse war die 1975 außer Dienst gestellte israelische Dolphin.
| P311 | P311                                                                                    | P311        | P311                |
| --- | --------------------------------------------------------------------------------------- | ----------- | ------------------- |
| Bauwerft: | Vickers-Armstrongs (Barrow-in-Furness)                                                  | Nr:         | P311                |
| Kiellegung: | 25. April 1941                                                                          | Stapellauf: | 5. März 1942        |
| Indienststellung: | 7. August 1942                                                                          | Dienstende: | 8. Januar 1943      |
| Die P311 wurde im Mittelmeer eingesetzt. Sie wird seit dem 8. Januar 1943 vermisst. |                                                                                         |             |                     |
| Trespasser |                                                                                         |             |                     |
| Bauwerft: | Vickers-Armstrongs (Barrow-in-Furness)                                                  | Nr.:        | P312 (ex P92)       |
| Kiellegung: | 8. September 1941                                                                       | Stapellauf: | 29. Mai 1942        |
| Indienststellung: | 25. September 1942                                                                      | Dienstende: |                     |
| Die Trespasser wurde im Mittelmeer und in Ostasien eingesetzt. Die Trespasser blieb nach Kriegsende im aktiven Dienst der Royal Navy. Das U-Boot wurde am 26. September 1961 zur Verschrottung verkauft und in Gateshead (England) abgewrackt. |                                                                                         |             |                     |
| Thule |                                                                                         |             |                     |
| Bauwerft: | Devonport Dockyard (Plymouth)                                                           | Nr.:        | P325                |
| Kiellegung: | 20. September 1941                                                                      | Stapellauf: | 22. Oktober 1942    |
| Indienststellung: | 13. Mai 1944                                                                            | Dienstende: |                     |
| Die Thule wurde in der Nordsee und in Ostasien eingesetzt. Die Thule blieb nach Kriegsende im aktiven Dienst der Royal Navy und wurde am 18. November 1960 bei einer Kollision im Ärmelkanal beschädigt. Sie wurde im September 1962 in Inverkeithing (Schottland) verschrottet. |                                                                                         |             |                     |
| Tudor |                                                                                         |             |                     |
| Bauwerft: | Devonport Dockyard (Plymouth)                                                           | Nr.:        | P326                |
| Kiellegung: | 20. September 1941                                                                      | Stapellauf: | 23. September 1942  |
| Indienststellung: | 16. Januar 1944                                                                         | Dienstende: |                     |
| Die Tudor wurde in Ostasien eingesetzt. Die Tudor blieb nach Kriegsende im aktiven Dienst der Royal Navy. Sie wurde am 1. Juli 1963 zur Verschrottung verkauft und in Faslane (Schottland) abgewrackt. |                                                                                         |             |                     |
| Taurus Dolfijn |                                                                                         |             |                     |
| Bauwerft: | Vickers-Armstrongs (Barrow-in-Furness)                                                  | Nr.:        | P339 (ex P93, P313) |
| Kiellegung: | 30. September 1941                                                                      | Stapellauf: | 27. Juni 1942       |
| Indienststellung: | 3. November 1942                                                                        | Dienstende: |                     |
| Die Taurus wurde im Mittelmeer und in Ostasien eingesetzt. Die Taurus wurde am 4. Juni 1948 an die niederländische Marine verliehen, die das U-Boot unter dem Namen Dolfijn in Dienst stellte. Die Niederländer gaben das U-Boot am 7. Dezember 1953 an das Vereinigte Königreich zurück. Am 8. Dezember 1953 wurde das U-Boot wieder unter seinem ursprünglichen Namen in Dienst der Royal Navy gestellt. Die Taurus wurde im April 1960 in Dunston (England) verschrottet. |                                                                                         |             |                     |
| Tireless |                                                                                         |             |                     |
| Bauwerft: | Portsmouth Dockyard (Portsmouth)                                                        | Nr.:        | P327                |
| Kiellegung: | 30. Oktober 1941                                                                        | Stapellauf: | 19. März 1943       |
| Indienststellung: | 18. April 1945                                                                          | Dienstende: |                     |
| Die Tireless wurde nicht mehr im Krieg eingesetzt. Sie wurde in den 1950er-Jahren modernisiert und der Bootskörper auf hohe Unterwassergeschwindigkeit optimiert. Die Tireless wurde im November 1968 in Newport (England) verschrottet. |                                                                                         |             |                     |
| Token |                                                                                         |             |                     |
| Bauwerft: | Portsmouth Dockyard (Portsmouth)                                                        | Nr.:        | P328                |
| Kiellegung: | 6. November 1941                                                                        | Stapellauf: | 19. März 1943       |
| Indienststellung: | 15. Dezember 1945                                                                       | Dienstende: |                     |
| Die Token wurde nicht mehr im Krieg eingesetzt. Sie wurde in den 1950er-Jahren modernisiert und der Bootskörper auf hohe Unterwassergeschwindigkeit optimiert. Die Token wurde im März 1970 als Schrott verkauft und in Cairn Ryan (Schottland) abgebrochen. |                                                                                         |             |                     |
| Tactician |                                                                                         |             |                     |
| Bauwerft: | Vickers-Armstrongs (Barrow-in-Furness)                                                  | Nr.:        | P314                |
| Kiellegung: | 13. November 1941                                                                       | Stapellauf: | 29. Juli 1942       |
| Indienststellung: | 29. November 1942                                                                       | Dienstende: |                     |
| Die Tactician wurde im Mittelmeer und in Ostasien eingesetzt. Die Tactician blieb nach Kriegsende im aktiven Dienst der Royal Navy. Sie wurde 1963 zur Verschrottung verkauft und in Newport (England) abgewrackt. |                                                                                         |             |                     |
| Truculent |                                                                                         |             |                     |
| Bauwerft: | Vickers-Armstrongs (Barrow-in-Furness)                                                  | Nr.:        | P315 (ex P95)       |
| Kiellegung: | 4. Dezember 1941                                                                        | Stapellauf: | 12. September 1942  |
| Indienststellung: | 31. Dezember 1942                                                                       | Dienstende: | 12. Januar 1950     |
| Die Truculent wurde in der Nordsee und in Ostasien eingesetzt. Sie versenkte am 4. Juni 1943 nordöstlich der Färöerinseln das deutsche U-Boot U 308. Die Truculent sank am 12. Januar 1950 nach einer Kollision mit einem Handelsschiff in der Mündung der Themse. Bei dem Unfall fanden 15 Seeleute den Tod. Das Wrack wurde am 14. März 1950 gehoben und am 12. Mai 1950 als Schrott verkauft.                                                                             |                                                                                         |             |                     |
| Templar |                                                                                         |             |                     |
| Bauwerft: | Vickers-Armstrongs (Barrow-in-Furness)                                                  | Nr.:        | P316 (ex P96)       |
| Kiellegung: | 28. Dezember 1941                                                                       | Stapellauf: | 26. Oktober 1942    |
| Indienststellung: | 15. Februar 1943                                                                        | Dienstende: |                     |
| Die Templar wurde in Ostasien eingesetzt. Das U-Boot wurde 1954 im Loch Striven (Schottland) als Übungsziel versenkt. Das Wrack wurde am 4. Dezember 1958 gehoben und im Juli 1959 in Troon (Schottland) verschrottet. |                                                                                         |             |                     |
| Tradewind |                                                                                         |             |                     |
| Bauwerft: | Chatham Dockyard (Chatham)                                                              | Nr.:        | P329                |
| Kiellegung: | 11. Februar 1941                                                                        | Stapellauf: | 11. Dezember 1942   |
| Indienststellung: | 18. Oktober 1943                                                                        | Dienstende: |                     |
| Die Tradewind wurde in Ostasien eingesetzt. Das U-Boot wurde am 14. Dezember 1955 als Schrott verkauft und in Charlestown (England) abgewrackt. |                                                                                         |             |                     |
| Tally-Ho |                                                                                         |             |                     |
| Bauwerft: | Vickers-Armstrongs (Barrow-in-Furness)                                                  | Nr.:        | P317 (ex P97)       |
| Kiellegung: | 25. März 1942                                                                           | Stapellauf: | 23. Dezember 1942   |
| Indienststellung: | 12. April 1943                                                                          | Dienstende: |                     |
| Die Tally-Ho wurde in Ostasien eingesetzt. Die Tally-Ho blieb nach Kriegsende im aktiven Dienst der Royal Navy. Das U-Boot wurde am 10. Februar 1967 zur Verschrottung verkauft und in Briton Ferry (Wales) abgebrochen. |                                                                                         |             |                     |
| Trenchant |                                                                                         |             |                     |
| Bauwerft: | Chatham Dockyard (Chatham)                                                              | Nr.:        | P331                |
| Kiellegung: | 9. Mai 1942                                                                             | Stapellauf: | 24. März 1943       |
| Indienststellung: | 26. Februar 1944                                                                        | Dienstende: |                     |
| Die Trenchant wurde in Ostasien eingesetzt. Die Trenchant blieb nach Kriegsende im aktiven Dienst der Royal Navy. Das U-Boot wurde am 1. Juli 1963 zur Verschrottung verkauft und in Faslane (Schottland) abgebrochen. |                                                                                         |             |                     |
| Tantalus |                                                                                         |             |                     |
| Bauwerft: | Vickers-Armstrongs (Barrow-in-Furness)                                                  | Nr.:        | P318                |
| Kiellegung: | 6. Juni 1942                                                                            | Stapellauf: | 24. Februar 1943    |
| Indienststellung: | 2. Juni 1943                                                                            | Dienstende: |                     |
| Die Tantalus wurde in Ostasien eingesetzt. Das U-Boot wurde im November 1950 in Milford Haven (Wales) verschrottet. |                                                                                         |             |                     |
| Tantivy |                                                                                         |             |                     |
| Bauwerft: | Vickers-Armstrongs (Barrow-in-Furness)                                                  | Nr.:        | P319 (ex P99)       |
| Kiellegung: | 4. Juli 1942                                                                            | Stapellauf: | 6. April 1943       |
| Indienststellung: | 25. Juli 1943                                                                           | Dienstende: |                     |
| Die Tantivy wurde in Ostasien eingesetzt. Das U-Boot wurde 1951 im Cromarty Firth (Schottland) als Übungsziel versenkt. |                                                                                         |             |                     |
| Telemachus |                                                                                         |             |                     |
| Bauwerft: | Vickers-Armstrongs (Barrow-in-Furness)                                                  | Nr.:        | P321                |
| Kiellegung: | 25. August 1942                                                                         | Stapellauf: | 19. Juni 1943       |
| Indienststellung: | 25. Oktober 1943                                                                        | Dienstende: |                     |
| Die Telemachus wurde in Ostasien eingesetzt. Das U-Boot blieb nach dem Krieg im Dienst der Royal Navy und wurde im August 1961 in Charlestown verschrottet. |                                                                                         |             |                     |
| Talent Zwaardvisch |                                                                                         |             |                     |
| Bauwerft: | Vickers-Armstrongs (Barrow-in-Furness)                                                  | Nr.:        | P322                |
| Kiellegung: | 13. Oktober 1942                                                                        | Stapellauf: | 17. Juli 1943       |
| Indienststellung: | 23. November 1943                                                                       | Dienstende: | 11. Dezember 1962   |
| Die Talent war nie im Dienst der Royal Navy. Sie wurde am 23. März 1943 an die Niederlande verkauft und von der niederländischen Marine am 23. November 1943 mit dem Namen Zwaardvisch in Dienst gestellt. Die Niederländer setzten das U-Boot in Ostasien ein. 1950 wurde das U-Boot in Zwaardvis umbenannt. Die Zwaardvis wurde am 11. Dezember 1962 außer Dienst gestellt und am 12. Juli 1963 in Amsterdam zur Verschrottung verkauft.                                   |                                                                                         |             |                     |
| Terrapin |                                                                                         |             |                     |
| Bauwerft: | Vickers-Armstrongs (Barrow-in-Furness)                                                  | Nr.:        | P323                |
| Kiellegung: | 19. Oktober 1942                                                                        | Stapellauf: | 31. August 1943     |
| Indienststellung: | 22. Januar 1944                                                                         | Dienstende: | 1945                |
| Die Terrapin wurde in der Nordsee und in Ostasien eingesetzt. Das U-Boot wurde am 19. Mai 1945 westlich von Batavia durch japanische U-Jäger schwer beschädigt, konnte aber entkommen. Das U-Boot war so schwer beschädigt, dass es nicht mehr seeklar gemacht werden konnte und als konstruktiver Totalverlust aufgegeben wurde. Das war der letzte U-Boot-Verlust der Royal Navy im Zweiten Weltkrieg. Die Terrapin wurde im Juni 1946 verschrottet.                       |                                                                                         |             |                     |
| Totem Dakar (דקר) |                                                                                         |             |                     |
| Bauwerft: | Devonport Dockyard (Plymouth)                                                           | Nr.:        | P352                |
| Kiellegung: | 22. Oktober 1942                                                                        | Stapellauf: | 28. September 1943  |
| Indienststellung: | 9. Januar 1945                                                                          | Dienstende: | 26. Januar 1968     |
| Die Totem wurde 1950/51 modernisiert. Das U-Boot wurde 1965 an Israel verkauft. Die israelische Marine stellte das Boot am 10. November 1967 unter dem Namen Dakar in Dienst. Das U-Boot sank am 26. Januar 1968 mit der gesamten Besatzung unter bisher ungeklärten Umständen bei der Überfahrt von Großbritannien nach Israel im östlichen Mittelmeer. Das Wrack wurde 1999 zwischen Kreta und Zypern entdeckt.                                                            |                                                                                         |             |                     |
| Thorough |                                                                                         |             |                     |
| Bauwerft: | Vickers-Armstrongs (Barrow-in-Furness)                                                  | Nr.:        | P324                |
| Kiellegung: | 26. Oktober 1942                                                                        | Stapellauf: | 30. Oktober 1943    |
| Indienststellung: | 1. März 1944                                                                            | Dienstende: |                     |
| Die Thorough wurde in Ostasien eingesetzt. Das U-Boot blieb nach dem Krieg im Einsatz bei der Royal Navy und wurde im Juni 1962 in Dunston (England) verschrottet. |                                                                                         |             |                     |
| Truncheon Dolphin |                                                                                         |             |                     |
| Bauwerft: | Devonport Dockyard (Plymouth)                                                           | Nr.:        | P353                |
| Kiellegung: | 5. November 1942                                                                        | Stapellauf: | 22. Februar 1944    |
| Indienststellung: | 25. Mai 1945                                                                            | Dienstende: | August 1975         |
| Die Truncheon wurde 1950/51 modernisiert. Das U-Boot wurde 1965 an Israel verkauft. Die israelische Marine stellte das Boot 1967 unter dem Namen Dolphin in Dienst. Das U-Boot wurde im August 1975 außer Dienst gestellt und 1977 verschrottet. Zum Zeitpunkt ihrer Außerdienststellung war die Dolphin weltweit die letzte aktive Einheit der T-Klasse. |                                                                                         |             |                     |
| Tiptoe |                                                                                         |             |                     |
| Bauwerft: | Vickers-Armstrongs (Barrow-in-Furness)                                                  | Nr.:        | P332                |
| Kiellegung: | 10. November 1942                                                                       | Stapellauf: | 25. Februar 1944    |
| Indienststellung: | 12. Juni 1944                                                                           | Dienstende: | 29. August 1969     |
| Die Tiptoe wurde in Ostasien eingesetzt. Das U-Boot wurde 1950/51 modernisiert. Die Royal Navy nutzte das U-Boot 1962 bei Tiefrettungsversuchen in Malta, wobei sieben Mann aus einer Tiefe von 79 m einen Notaufstieg erfolgreich durchführten. Die Tiptoe wurde im August 1969 außer Dienst gestellt und 1979 in Portsmouth verschrottet. Die Tiptoe war das letzte aktive britische T-Klasse-Boot.                                                                        |                                                                                         |             |                     |
| Trump |                                                                                         |             |                     |
| Bauwerft: | Vickers-Armstrongs (Barrow-in-Furness)                                                  | Nr.:        | P333                |
| Kiellegung: | 31. Dezember 1942                                                                       | Stapellauf: | 25. März 1944       |
| Indienststellung: | 8. Juli 1944                                                                            | Dienstende: |                     |
| Die Trump wurde in Ostasien eingesetzt. Das U-Boot wurde 1956 modernisiert. Die Trump wurde zwischen 1961 und 1969 von der Königlich Australischen Marine eingesetzt. Das U-Boot wurde 1971 in Newport verschrottet. |                                                                                         |             |                     |
| Taciturn |                                                                                         |             |                     |
| Bauwerft: | Vickers-Armstrongs (Barrow-in-Furness)                                                  | Nr.:        | P334                |
| Kiellegung: | 9. März 1943                                                                            | Stapellauf: | 7. Juni 1944        |
| Indienststellung: | 8. Oktober 1944                                                                         | Dienstende: |                     |
| Die Taciturn wurde in Ostasien eingesetzt. Das U-Boot wurde 1950/51 modernisiert. Die Taciturn wurde zu Beginn der 1960er-Jahre in Australien überholt und danach für mehrere Jahre von der australischen Marine genutzt. Sie wurde 1971 in Briton Ferry (Wales) verschrottet. |                                                                                         |             |                     |
| Tapir Zeehond |                                                                                         |             |                     |
| Bauwerft: | Vickers-Armstrongs (Barrow-in-Furness)                                                  | Nr.:        | P335                |
| Kiellegung: | 29. März 1943                                                                           | Stapellauf: | 21. August 1944     |
| Indienststellung: | 30. Dezember 1944                                                                       | Dienstende: |                     |
| Die Tapir wurde in der Nordsee eingesetzt und versenkte am 12. April 1945 das deutsche U-Boot U 486. Nach dem Krieg wurde das U-Boot modernisiert. Die Königlich Niederländischen Marine setzte die Tapir zwischen 1948 und 1953 unter dem Namen Zeehond ein. Das U-Boot wurde im Dezember 1966 in Faslane (Schottland) verschrottet. |                                                                                         |             |                     |
| Thor |                                                                                         |             |                     |
| Bauwerft: | Portsmouth Dockyard (Portsmouth)                                                        | Nr.:        | P349                |
| Kiellegung: | 5. April 1943                                                                           | Stapellauf: | 18. April 1944      |
| Die Thor wurde nicht mehr fertiggestellt. Das halbfertige U-Boot wurde im Juli 1946 verschrottet. |                                                                                         |             |                     |
| Tiara |                                                                                         |             |                     |
| Bauwerft: | Portsmouth Dockyard (Portsmouth)                                                        | Nr.:        | P351                |
| Kiellegung: | 8. April 1943                                                                           | Stapellauf: | 18. April 1944      |
| Die Tiara wurde nicht mehr fertiggestellt. Das halbfertige U-Boot wurde im Juni 1947 in Dover (England) verschrottet. |                                                                                         |             |                     |
| Turpin Leviathan (לויתן) |                                                                                         |             |                     |
| Bauwerft: | Chatham Dockyard (Chatham)                                                              | Nr.:        | P354                |
| Kiellegung: | 24. Mai 1943                                                                            | Stapellauf: | 5. August 1944      |
| Indienststellung: | 18. Dezember 1944                                                                       | Dienstende: |                     |
| Die Turpin wurde 1950/51 modernisiert. Das U-Boot wurde 1965 an Israel verkauft und 1967 unter dem Namen Leviathan in Dienst gestellt. Die Leviathan wurde im Dezember 1973 als Übungsziel bei Torpedoerprobungen versenkt. |                                                                                         |             |                     |
| Tarn Tijgerhaai |                                                                                         |             |                     |
| Bauwerft: | Vickers-Armstrongs (Barrow-in-Furness)                                                  | Nr.:        | P336                |
| Kiellegung: | 12. Juni 1943                                                                           | Stapellauf: | 29. November 1944   |
| Indienststellung: | 7. April 1945                                                                           | Dienstende: | 11. Dezember 1964   |
| Die Tarn wurde noch vor der Indienststellung an die niederländische Marine übergeben. Die Niederländer stellten das U-Boot mit dem Namen Tijgerhaai in Dienst. Die Tijgerhaai kam nicht mehr zu einem aktiven Kampfeinsatz. Das U-Boot wurde 1961/62 modernisiert, am 11. Dezember 1964 außer Dienst gestellt und am 5. November 1965 zur Verschrottung verkauft. |                                                                                         |             |                     |
| Thermopylae |                                                                                         |             |                     |
| Bauwerft: | Chatham Dockyard (Chatham)                                                              | Nr.:        | P355                |
| Kiellegung: | 26. Oktober 1943                                                                        | Stapellauf: | 27. Juni 1945       |
| Indienststellung: | 5. Dezember 1945                                                                        | Dienstende: |                     |
| Die Thermopylae wurde 1950/51 modernisiert. Das U-Boot sank bei einer Ausbildungsübung im Loch Striven, wurde anschließend gehoben und 1970 in Troon (Schottland) verschrottet. |                                                                                         |             |                     |
| Talent ex Tasman |                                                                                         |             |                     |
| Bauwerft: | Vickers-Armstrongs (Barrow-in-Furness)                                                  | Nr.:        | P337                |
| Kiellegung: | 21. März 1944                                                                           | Stapellauf: | 13. Februar 1945    |
| Indienststellung: | 27. Juli 1945                                                                           | Dienstende: | Dezember 1966       |
| Die Talent lief ursprünglich mit dem Namen Tasman vom Stapel, wurde aber im April 1945 in Talent umbenannt. Das U-Boot wurde 1960/61 auf Malta überholt und modernisiert. Die Talent wurde 1966 außer Dienst gestellt und 1970 in Troon (Schottland) verschrottet. |                                                                                         |             |                     |
| Teredo |                                                                                         |             |                     |
| Bauwerft: | Vickers-Armstrongs (Barrow-in-Furness)                                                  | Nr.:        | P338                |
| Kiellegung: | 17. April 1944                                                                          | Stapellauf: | 27. April 1945      |
| Indienststellung: | 13. April 1946                                                                          | Dienstende: |                     |
| Die Teredo wurde später modernisiert und 1965 in Briton Ferry (Wales) verschrottet. |                                                                                         |             |                     |
| Tabard |                                                                                         |             |                     |
| Bauwerft: | Scotts Shipbuilding & Engineering Co. (Greenock)                                        | Nr.:        | P342                |
| Kiellegung: | 6. September 1944                                                                       | Stapellauf: | 21. November 1945   |
| Indienststellung: | 25. Juni 1946                                                                           | Dienstende: |                     |
| Die Tabard wurde 1950/51 modernisiert. Das U-Boot wurde zwischen 1962 und 1968 von der australischen Marine eingesetzt. Die Tabard wurde nach 1968 für mehrere Jahre als Trainingsboot genutzt und 1974 verschrottet. |                                                                                         |             |                     |
| Threat |                                                                                         |             |                     |
| Bauwerft: | Vickers-Armstrongs (Barrow-in-Furness)                                                  | Nr.:        | P344                |
| Der Bauauftrag für die Thread wurde 1944 annulliert. |                                                                                         |             |                     |
| Theban |                                                                                         |             |                     |
| Bauwerft: | Vickers-Armstrongs (Barrow-in-Furness)                                                  | Nr.:        | P341                |
| Der Bauauftrag für die Theban wurde 1944 annulliert. |                                                                                         |             |                     |
| Talent |                                                                                         |             |                     |
| Bauwerft: | Vickers-Armstrongs (Barrow-in-Furness) Scotts Shipbuilding & Engineering Co. (Greenock) | Nr.:        | P343                |
| Ursprünglich war geplant, die Talent bei Vickers zu bauen. Später erhielt Scotts den Bauauftrag, der aber 1944 annulliert wurde. Weil die Talent nicht gebaut wurde, wurde im April 1945 die Tasman in Talent umbenannt. |                                                                                         |             |                     |
| Typhoon |                                                                                         |             |                     |
| Der Bauauftrag für die geplante Typhoon wurde nicht mehr erteilt. |                                                                                         |             |                     |